# 林丞大
林丞大（韓語：임승대，1971年2月8日—），韓國男演員。

## 演出作品

### 電視劇
- 2007年：KBS《魔王》飾演 黃守坤
- 2007年：MBC《愛戀檢察官》飾演 何英方
- 2008年：MBC《聚光燈》飾演 李春基
- 2009年：KBS《夥伴們》飾演 崔舜紀
- 2010年：KBS《國家的呼喚》
- 2011年：SBS《Sign》
- 2011年：SBS《我的愛在我身邊》飾演 凡秀
- 2011年：KBS《福熙姐》飾演 裴達奉
- 2013年：OCN《特殊案件專案组TEN 2》飾演 金朱哲
- 2014年：SBS《天使之眼》飾演 崔振尚
- 2014年：SBS《你們被包圍了》飾演 韓明秀
- 2014年：MBC《傲慢與偏見》飾演 姜武成
- 2015年：MBC《夜行書生》飾演 行首
- 2017年：MBC《守望者》飾演 徐寶美的叔叔
- 2019年：MBC《The Banker》飾演 金英浩

### 電影
- 2001年：《殺手公司》
- 2002年：《人民公敵》
- 2002年：《天降橫財》
- 2003年：《去火星的男人》
- 2004年：《球愛咖啡屋》
- 2004年：《瘋狂黑社會》
- 2005年：《人民公敵2》
- 2005年：《請在鼓掌的時候離開》
- 2006年：《鬼魅兒》
- 2006年：《偉大的族譜》
- 2007年：《高招對決》
- 2008年：《急速醜聞》
- 2009年：《舉起金剛》
- 2010年：《青苔：死亡異域》
- 2011年：《戀愛拼圖》

## 外部連結
- NAVER （页面存档备份，存于）